# Željko Musa
Željko Musa (ur. 8 stycznia 1986 w Mostarze) – chorwacki piłkarz ręczny, reprezentant kraju grający jako obrotowy. Zawodnik SC Magdeburg.
31 stycznia 2012 roku podpisał 2,5 letni kontrakt z Vive Targi Kielce
W sezonie 2015/16 przeszedł do SC Magdeburg.
W 2010 w Austrii zdobył wicemistrzostwo Europy.

## Sukcesy

### reprezentacyjne
- wicemistrzostwo Europy  2010
- brązowy medal Mistrzostw Europy  2012

### klubowe
- Liga Mistrzów  2013
- mistrzostwo Polski  2012, 2013
- puchar Polski  2012, 2013
- mistrzostwo Chorwacji  2005, 2007
- puchar Chorwacji  2005, 2007
- wicemistrzostwo Słowenii  2011